# (946) Поэзия
(946) Поэзия  (лат. Poesia) — астероид главного пояса астероидов, принадлежащий к спектральному классу F. Астероид был открыт 11 февраля 1921 года немецким астрономом Максимилианом Вольфом в Гейдельбергской обсерватории на юго-западе Германии и назван в честь богини Поэзии.

## Орбита
Орбита астероида лежит в главном поясе астероидов, достаточно сильно вытянута и имеет небольшой наклон к плоскости эклиптики. Параметры большой полуоси 3,117 а. е. эксцентриситета 0,143 и наклона относительно эклиптики 1,43° схожи с параметрами орбит крупного семейства астероидов Фемиды. Поэзия достаточно крупный представитель данного семейства.

## Физические характеристики
В отличие от большинства представителей семейства Фемиды, которые принадлежат к углеродным астероидам спектрального класса C, Поэзия по спектральной классификации Толена имеет довольно редкий тип FU. В спектре полностью отсутствует поглощение на длине волны ниже 0,5 мкм. Также в спектре Поэзии имеются особенности, которые не относят к каким-либо спектральным типам.
Это достаточно тёмный класс. Поверхность астероида имеет низкое альбедо 0.097. На основе яркости вычислен размер, который составляет 36 210 километра.
По кривой блеска астероида определён период вращения вокруг своей оси, который составляет более 108 часов, что слишком медленно для большинства астероидов.